# Стромилов, Николай Семёнович
Николай Семёнович Стромилов (1842—1894/5) — российский библиограф

; предводитель дворянства.

## Биография
Из дворян Владимирской губ.  Родился 1 апреля 1842 г. в родовом имении отца — штаб-ротмистра Семена Петровича Стромилова,  с. Копцово Александровского уезда. Получив образование в Константиновском межевом институте и побыв вольным слушателем юридического факультета Московского императорского университета, поступил на службу мировым посредником во Владимирской губернии. 
Состоял членом Владимирской губернской земской управы, непременным членом владимирского губернаторства по крестьянским делам присутствия и александровским предводителем дворянства (с 1885 г.). 
Главные его труды: «Володимерщина. Роспись печатного и изданного о Владимирской епархии и губернии» (Владимир, 1884); «Александрова слобода» (Москва, 1884); «Русская литература скотоводства за последние 40 лет» (Санкт-Петербург, 1870); «Русская литература по скотоводству за последние 100 лет» (Санкт-Петербург, 1872); «Святый преподобный Стефан, игумен Махришский» (Владимир, 1890); «Лукианова пустынь» (Владимир, 1894). 
Стромилов страдал от сахарного диабета, «с осени 1894 года стало замечаться у него расстройство в функции дыхательных органов и в конце концов образовалась чахотка, которая и свела его в могилу». По настоянию знакомых уехал в Крым, где и скончался 11 октября 1895  года (по старому стилю), в три часа ночи. Похоронен в селе Волохове, где были погребены и его родители. 
После него осталось ценное собрание печатных материалов о Владимирской губернии.